# Elecciones regionales de Molise de 2018
Las elecciones regionales de Molise de 2018 tuvieron lugar el 22 de abril de 2018 para la renovación del Consejo Regional de Molise y la elección del Presidente de Molise. El actual presidente Paolo Di Laura Frattura no fue el candidato de su partido debido a los contrastes dentro de la coalición de centroizquierda.
Donato Toma, miembro de Forza Italia, obtuvo el 43,5% de los votos y fue elegido presidente, seguido del candidato del Movimiento 5 Estrellas Andrea Greco con el 38,7% de los votos y en tercer lugar el candidato del centroizquierda Carlo Veneziale con el 17,1%. Donato Toma podrá contar con la mayoría de escaños en el consejo regional (13/21), garantizados a su coalición por la ley electoral; completando el consejo regional con 6 escaños del Movimiento 5 Estrellas y 2 de la coalición de centroizquierda.
Inicialmente previstas para coincidir con las elecciones generales del 4 de marzo, fueron aplazadas por problemas relacionados con la nueva ley electoral aprobada por el consejo regional el 20 de diciembre de 2017 y modificado en algunos puntos también en enero que requerían el visto del gobierno.

## Sistema electoral
El Consejo Regional de Molise está compuesto por veinte consejeros más el presidente del Consejo Regional, para un total de 21 miembros.
Estas son las primeras elecciones que se realizarán con la nueva legislación aprobada el 5 de diciembre de 2017 y parcialmente modificada el 24 de enero de 2018.
La nueva legislación prevé que el territorio de Molise se constituya en un solo distrito, en lugar de los dos distritos provinciales anteriores.
No se permite el voto dividido. Para cada coalición o lista única, la asignación de escaños se realiza teniendo en cuenta tanto los votos de las listas como los votos sólo del candidato presidencial.
La coalición vinculada al presidente electo tiene derecho a por lo menos 12 escaños (y en todo caso no más de 14), además del del Presidente. Si supera la lista autonómica bloqueada, todos los asientos serán asignados a las listas. El candidato a presidente que logra el segundo lugar es elegido consejero regional, obteniendo uno de los escaños asignados a su lista o coalición.
En cuanto a los umbrales, quedan excluidos de la distribución de escaños:
- la lista o listas vinculadas a un candidato a presidente que obtuvo menos del 8% de los votos.[8]
- las listas que hayan obtenido menos del 3% de los votos.[9]

## Antecedentes
La centroizquierda, tras la renuncia del presidente saliente del PD Paolo di Laura Frattura, para postularse a un segundo mandato, había señalado como su candidato al exministro y magistrado Antonio Di Pietro, en quien también confluía el apoyo de Libres e Iguales, Italia de los Valores y listas cívicas; sin embargo, el propio Di Pietro rechazó la candidatura. Por lo tanto, la elección recayó en el saliente consejero para el desarrollo económico Carlo Veneziale.
Andrea Greco fue el candidato apoyado por el Movimiento 5 Estrellas.
El 15 de marzo, el contador Donato Toma fue indicado como candidato de la coalición de centroderecha.

## Partidos y candidatos
| Partido político o alianza | Partido político o alianza   | Listas constituyentes                      | Listas constituyentes        | Resultado previo | Resultado previo | Candidato           | Candidato |
| Partido político o alianza | Partido político o alianza   | Listas constituyentes                      | Listas constituyentes        | Votos (%)        | Escaños          | Candidato           | Candidato |
| -------------------------- | ---------------------------- | ------------------------------------------ | ---------------------------- | ---------------- | ---------------- | ------------------- | --------- |
|                            | Coalición de centroizquierda |                                            | Partido Democrático (PD)     | 14,8             | 3                | Carlo Veneziale     |           |
|                            | Coalición de centroizquierda | Libres e Iguales (LeU)                     | —                            | —                |                  | Carlo Veneziale     |           |
|                            | Coalición de centroizquierda | Molise 2.0–Centro Democrático (CD)         | —                            | —                |                  | Carlo Veneziale     |           |
|                            | Coalición de centroizquierda | Unión por Molise (UM)                      | 6,6                          | 1                |                  | Carlo Veneziale     |           |
|                            | Coalición de centroizquierda | Molise de Todos (MdT)                      | —                            | —                |                  | Carlo Veneziale     |           |
|                            | Coalición de centroderecha   |                                            | Forza Italia (FI)            | 10,3             | 2                | Donato Toma         |           |
|                            | Coalición de centroderecha   | Liga (Lega)                                | —                            | —                |                  | Donato Toma         |           |
|                            | Coalición de centroderecha   | Unión de Centro (UdC)                      | 6,3                          | 1                |                  | Donato Toma         |           |
|                            | Coalición de centroderecha   | Populares por Italia (PpI)                 | —                            | —                |                  | Donato Toma         |           |
|                            | Coalición de centroderecha   | Hermanos de Italia (FdI)                   | —                            | —                |                  | Donato Toma         |           |
|                            | Coalición de centroderecha   | Iorio por Molise–Nosotros con Italia (NcI) | —                            | —                |                  | Donato Toma         |           |
|                            | Coalición de centroderecha   | Movimiento Nacional por la Soberanía (MNS) | —                            | —                |                  | Donato Toma         |           |
|                            | Coalición de centroderecha   | El Pueblo de la Familia (PdF)              | —                            | —                |                  | Donato Toma         |           |
|                            | Coalición de centroderecha   | Orgullo Molise (OM)                        | —                            | —                |                  | Donato Toma         |           |
|                            | Movimiento 5 Estrellas (M5S) | Movimiento 5 Estrellas (M5S)               | Movimiento 5 Estrellas (M5S) | 10,2             | 2                | Andrea Greco        |           |
|                            | CasaPound                    | CasaPound                                  | CasaPound                    | —                | —                | Agostino Di Giacomo |           |

## Resultados

Partido más votado por comune

Candidato a presidente más votado por comune

|                                             |                                    |         |        |         |                                      |                        |         |        |         |
| Candidatos                                  | Candidatos                         | Votos   | %      | Escaños | Partidos                             | Partidos               | Votos   | %      | Escaños |
|                                             | Donato Toma                        | 73.229  | 43,46  | 1       |                                      |                        |         |        |         |
|                                             | Donato Toma                        | 73.229  | 43,46  | 1       | Forza Italia                         | 13.627                 | 9,38    | 3      |         |
|                                             | Donato Toma                        | 73.229  | 43,46  | 1       | Orgullo Molise                       | 12.122                 | 8,34    | 2      |         |
|                                             | Donato Toma                        | 73.229  | 43,46  | 1       | Liga                                 | 11.956                 | 8,23    | 2      |         |
|                                             | Donato Toma                        | 73.229  | 43,46  | 1       | Populares por Italia                 | 10.351                 | 7,12    | 2      |         |
|                                             | Donato Toma                        | 73.229  | 43,46  | 1       | Unión de Centro                      | 7.429                  | 5,11    | 1      |         |
|                                             | Donato Toma                        | 73.229  | 43,46  | 1       | Hermanos de Italia                   | 6.461                  | 4,45    | 1      |         |
|                                             | Donato Toma                        | 73.229  | 43,46  | 1       | Iorio por Molise–Nosotros con Italia | 5.204                  | 3,58    | 1      |         |
|                                             | Donato Toma                        | 73.229  | 43,46  | 1       | Movimiento Nacional por la Soberanía | 3.924                  | 2,70    | –      |         |
|                                             | Donato Toma                        | 73.229  | 43,46  | 1       | El Pueblo de la Familia              | 603                    | 0,41    | –      |         |
| Total                                       | Total                              | 73.229  | 43,46  | 1       | 71.677                               | 49,32                  | 12      |        |         |
|                                             | Andrea Greco                       | 64.875  | 38,50  | 1       |                                      | Movimiento 5 Estrellas | 45.886  | 31,57  | 5       |
|                                             | Carlo Veneziale                    | 28.818  | 17,10  | –       |                                      |                        |         |        |         |
|                                             | Carlo Veneziale                    | 28.818  | 17,10  | –       | Partido Democrático                  | 13.121                 | 9,03    | 2      |         |
|                                             | Carlo Veneziale                    | 28.818  | 17,10  | –       | Libres e Iguales                     | 4.784                  | 3,39    | –      |         |
|                                             | Carlo Veneziale                    | 28.818  | 17,10  | –       | Molise 2.0–Centro Democrático        | 3.459                  | 2,38    | –      |         |
|                                             | Carlo Veneziale                    | 28.818  | 17,10  | –       | Unión por Molise                     | 3.233                  | 2,22    | –      |         |
|                                             | Carlo Veneziale                    | 28.818  | 17,10  | –       | Molise de Todos                      | 2.716                  | 1,87    | –      |         |
| Total                                       | Total                              | 28.818  | 17,10  | –       | 27.313                               | 18,79                  | 2       |        |         |
|                                             | Agostino Di Giacomo                | 707     | 0,42   | –       |                                      | CasaPound              | 477     | 0,33   | –       |
|                                             |                                    |         |        |         |                                      |                        |         |        |         |
| Votos inválidos                             | Votos inválidos                    | 5194    | -      | –       |                                      |                        | -       | -      | -       |
| Total candidatos                            | Total candidatos                   | 172.823 | 100,00 | 2       | Total partidos                       | Total partidos         | 145.353 | 100,00 | 19      |
| Votantes registrados/participación          | Votantes registrados/participación | 331.253 | 52,17  | –       |                                      |                        | -       | -      | -       |
| Fuente: Región de Molise, Istituto Cattaneo |                                    |         |        |         |                                      |                        |         |        |         |

| \| Voto popular \| Voto popular \| Voto popular \| Voto popular \| Voto popular \| \| ------------ \| ------------ \| ------------ \| ------------ \| ------------ \| \| \| \| \| \| \| \| M5S \| M5S \| \| 31.57 % \| 31.57 % \| \| FI \| FI \| \| 9.38 % \| 9.38 % \| \| PD \| PD \| \| 9.03 % \| 9.03 % \| \| OM \| OM \| \| 8.34 % \| 8.34 % \| \| Lega \| Lega \| \| 8.23 % \| 8.23 % \| \| PpI \| PpI \| \| 7.12 % \| 7.12 % \| \| UdC \| UdC \| \| 5.11 % \| 5.11 % \| \| FdI \| FdI \| \| 4.45 % \| 4.45 % \| \| NcI \| NcI \| \| 3.58 % \| 3.58 % \| \| LeU \| LeU \| \| 3.39 % \| 3.39 % \| \| MNS \| MNS \| \| 2.70 % \| 2.70 % \| \| CD \| CD \| \| 2.38 % \| 2.38 % \| \| UM \| UM \| \| 2.22 % \| 2.22 % \| \| MdT \| MdT \| \| 1.87 % \| 1.87 % \| \| PdF \| PdF \| \| 0.41 % \| 0.41 % \| \| CPI \| CPI \| \| 0.33 % \| 0.33 % \| |      |  |         |         |
| Voto popular |      |  |         |         |
| |      |  |         |         |
| M5S | M5S  |  | 31.57 % | 31.57 % |
| FI | FI   |  | 9.38 %  | 9.38 %  |
| PD | PD   |  | 9.03 %  | 9.03 %  |
| OM | OM   |  | 8.34 %  | 8.34 %  |
| Lega | Lega |  | 8.23 %  | 8.23 %  |
| PpI | PpI  |  | 7.12 %  | 7.12 %  |
| UdC | UdC  |  | 5.11 %  | 5.11 %  |
| FdI | FdI  |  | 4.45 %  | 4.45 %  |
| NcI | NcI  |  | 3.58 %  | 3.58 %  |
| LeU | LeU  |  | 3.39 %  | 3.39 %  |
| MNS | MNS  |  | 2.70 %  | 2.70 %  |
| CD | CD   |  | 2.38 %  | 2.38 %  |
| UM | UM   |  | 2.22 %  | 2.22 %  |
| MdT | MdT  |  | 1.87 %  | 1.87 %  |
| PdF | PdF  |  | 0.41 %  | 0.41 %  |
| CPI | CPI  |  | 0.33 %  | 0.33 %  |

| \| Presidente \| Presidente \| Presidente \| Presidente \| Presidente \| \| ---------- \| ---------- \| ---------- \| ---------- \| ---------- \| \| \| \| \| \| \| \| Toma \| Toma \| \| 43.46 % \| 43.46 % \| \| Greco \| Greco \| \| 38.50 % \| 38.50 % \| \| Veneziale \| Veneziale \| \| 17.10 % \| 17.10 % \| \| Giacomo \| Giacomo \| \| 0.42 % \| 0.42 % \| |           |  |         |         |
| Presidente |           |  |         |         |
| |           |  |         |         |
| Toma | Toma      |  | 43.46 % | 43.46 % |
| Greco | Greco     |  | 38.50 % | 38.50 % |
| Veneziale | Veneziale |  | 17.10 % | 17.10 % |
| Giacomo | Giacomo   |  | 0.42 %  | 0.42 %  |

## Análisis
A diferencia de las elecciones generales donde el M5S alcanzó alrededor del 44%, esta vez alcanzó el 32%. Por el contrario, la coalición de centroderecha subió algo menos de 20 puntos en comparación con el 4 de marzo.